# Ephedra aurantiaca
Ephedra aurantiaca är en kärlväxtart som beskrevs av Armen Tachtadzjan och M.G. Pachomova. Ephedra aurantiaca ingår i släktet efedraväxter, och familjen Ephedraceae. Inga underarter finns listade i Catalogue of Life.